# Chaguaramas

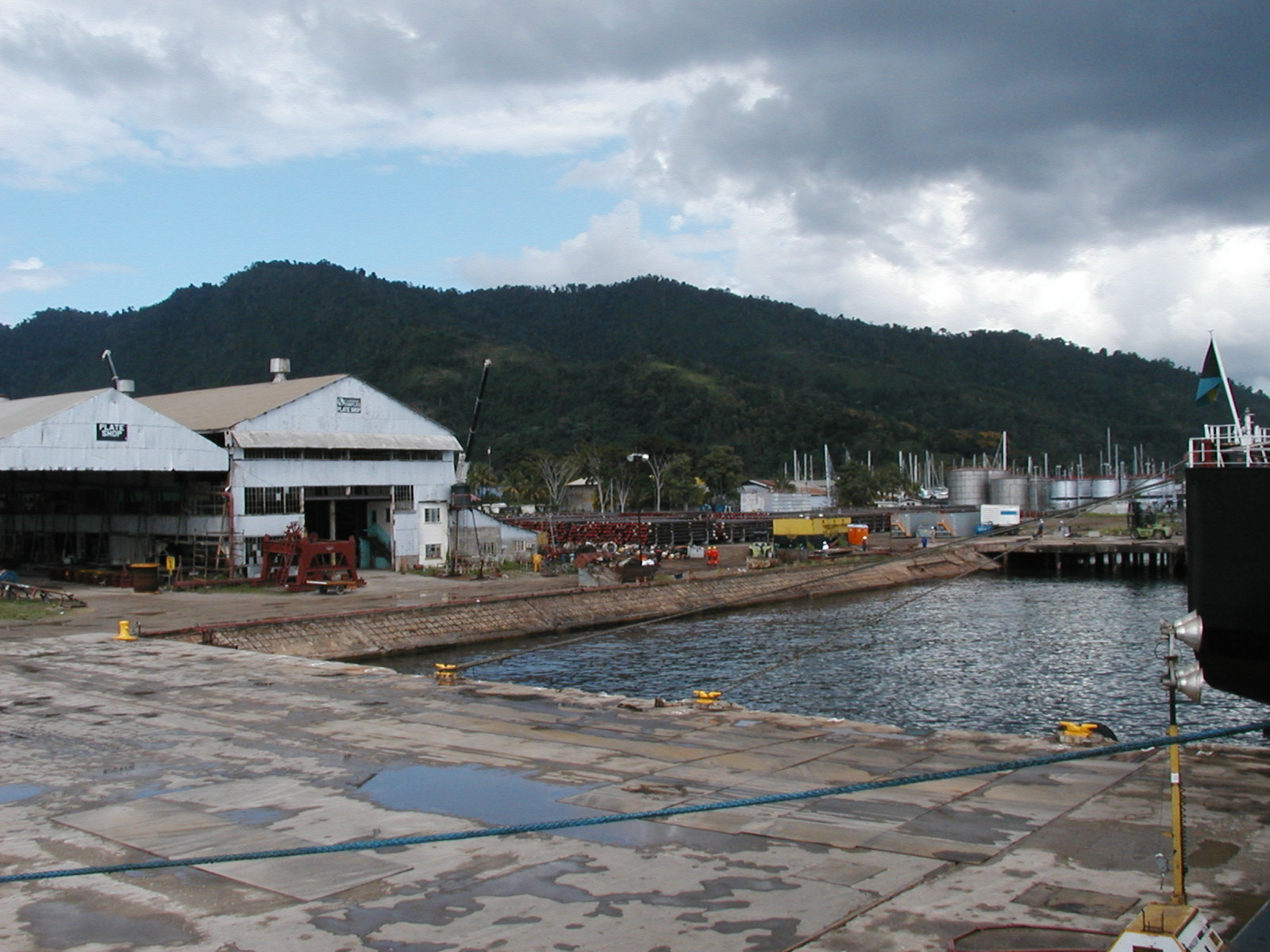
Chaguaramas

Chaguaramas – półwysep na wyspie Trynidad. 
W roku 1940 został wydzierżawiony USA, które zbudowały na nim bazę marynarki wojennej. Później powstały w niej także instalacje w ramach systemu wczesnego ostrzegania przed rakietami balistycznymi. W 1956 wielkość bazy została ograniczona, a w 1963 teren został w całości zwrócony władzom Trynidadu i Tobago.
Teren po dawnej bazie miał się stać miejscem powstania stolicy Federacji Indii Zachodnich. Plan ten nie został ostatecznie zrealizowany, bowiem Federacja rozpadła się, nim budowa zdążyła się na dobre rozpocząć. Nawiązując do idei Federacji, w 1973 podpisano tam traktat ustanawiający Wspólnotę Karaibską. Obecnie miejsce to jest głównym trynidadzkim ośrodkiem sportów jachtowych.